# FKJ

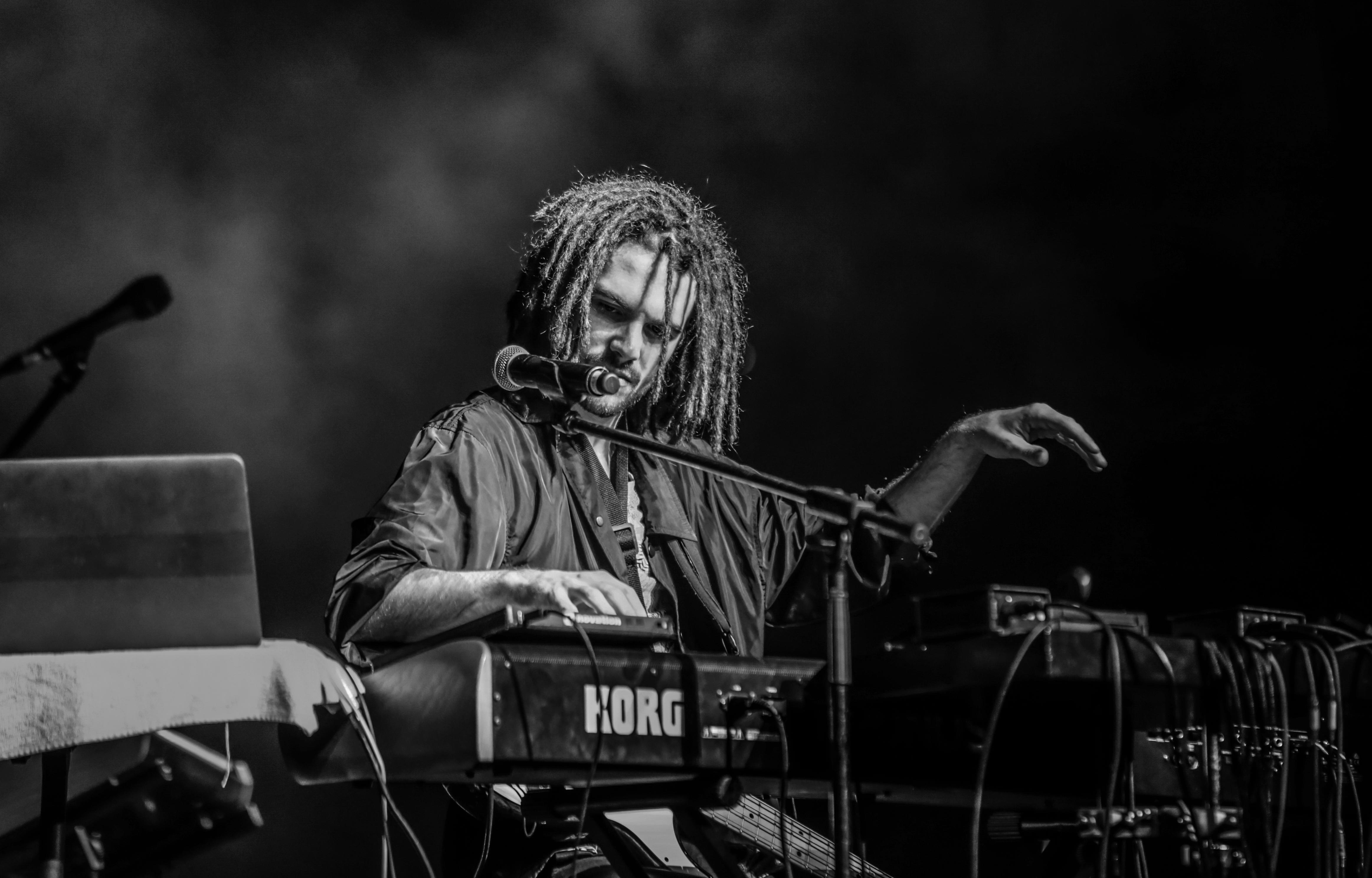
FKJ live in Pune, India (December 2018)

Vincent Fenton (sinh ngày 26 tháng 3, năm 1990), được biết đến nhiều hơn với nghệ danh French Kiwi Juice, viết tắt là FKJ (đôi lúc viết là Fkj), là một nghệ sĩ, ca sĩ, và nhạc sĩ đến từ thành phố Tours, Pháp. Anh được biết đến nhờ những buổi biểu diễn trực tiếp, nơi anh phô diễn kĩ thuật live loopings bằng phần mềm Ableton Live và khả năng chơi được nhiều nhạc cụ của mình.
Hiện tại, FKJ có 5,6 triệu người nghe hàng tháng trên Spotify, 2,3 triệu lượt đăng ký trên Youtube và tổng cộng 74,2 triệu lượt phát trên SoundCloud. Ở Việt Nam, anh được cộng đồng yêu âm nhạc biết đến qua bài Tadow, sản phẩm nổi tiếng nhất của anh. Hiện tại, bài nhạc này có hơn 447 triệu lượt xem trên Youtube và hơn 366 triệu lượt nghe trên Spotify.
Album đầu tay của anh, French Kiwi Juice, được phát hành vào ngày 3 tháng 3, năm 2017.
FKJ đã trình diễn ở những lễ hội âm nhạc lớn, nổi bật nhất là lễ hội Coachella, Euphoria, CRSSD, Lollapalooza, và Lightning in a Bottle.

## Sự nghiệp
FKJ được miêu tả là "người tiên phong" và là "một trong những người đi đầu" của dòng nhạc New French House, một dòng nhạc được cách tân từ French house đã có phần lỗi thời. Anh từng được đào tạo về kỹ thuật âm thanh cho phim ảnh tại một trường điện ảnh. Theo chia sẻ của anh, ban đầu, anh muốn học ở một trường chuyên về âm nhạc. Tuy nhiên, ở Pháp, các trường dạy nhạc đa số là trường tư, và bố mẹ anh chỉ đủ tiền cho anh học trường công. Do vậy nên anh phải theo học ở trường điện ảnh, vốn là một trường công lập. Dù vậy, anh vẫn có thể áp dụng những kiến thức về âm thanh cho phim ảnh vào âm nhạc của mình, khiến cho nhạc của anh luôn có chất lượng cao và những yếu tố âm thanh vô cùng độc đáo.
FKJ đạt được sự quan tâm đáng kể của công chúng sau khi phát hành bài nhạc hoàn toàn do anh ngẫu hứng viết ra và được thu âm vào năm 2017 "Tadow". Anh sáng tác bài nhạc này cùng với đồng nghiệp của mình là Masego, ngay sau khi hai người vừa gặp nhau.
Tháng 4 năm 2017, FKJ thông báo rằng anh sẽ biểu diễn tại Lễ hội Coachella 2017 và Arts Festival ở the Do Lab Stage.
Ngày 7 tháng 4, năm 2022, FKJ đã trình diễn single mới với tựa đề "Greener" cùng Carlos Santana.

## Đời tư
FKJ sinh ngày 26 tháng 3 năm 1990. Mẹ anh là người Pháp và bố anh là người New Zealand. Ngay từ khi còn nhỏ, anh đã đắm chìm trong âm nhạc từ thư viện của bố mẹ mình. Những tác phẩm anh được nghe gồm có "British rock của Queen, Pink Floyd, The Police... rock thập niên 70 của Led Zeppelin... những bản nhạc jazz của Nina Simone, Billie Holiday, Miles Davis... cùng với một ít nhạc Pháp, nhưng không nhiều lắm, điển hình là Serge Gainsbourg."
Tháng 3 năm 2019, FKJ kết hôn với một đồng nghiệp tên là June Marieezy (thường được biết đến với nghệ danh (((O)))), người anh đã từng hợp tác trong các sản phâm âm nhạc của mình, nổi bật là bài "Vibin' Out".

## Các tác phẩm

### Album phòng thu
| Tựa đề            | Chi tiết              | Chi tiết        | Chi tiết    |
| Tựa đề            | Ngày phát hành        | Label           | Định dạng   |
| ----------------- | --------------------- | --------------- | ----------- |
| French Kiwi Juice | 3 tháng 3, 2017 (US)  | Roche Musique   | CD Download |
| Just Piano        | 13 tháng 8, 2021 (US) | Mom + Pop Music | Download    |
| Vincent           | 10 tháng 6, 2022 (US) | Mom + Pop Music | Download    |

### EP
| Tựa đề         | Chi tiết          | Chi tiết  | Chi tiết                           |
| Tựa đề         | Ngày phát hành    | Label     | Định dạng                          |
| -------------- | ----------------- | --------- | ---------------------------------- |
| Ylang Ylang EP | 12 tháng 11, 2019 | Mom + Pop | CD {\displaystyle \cdot } Download |

### Đĩa đơn
| Tựa đề  | Chi tiết        | Chi tiết  | Chi tiết                           |
| Tựa đề  | Ngày phát hành  | Label     | Định dạng                          |
| ------- | --------------- | --------- | ---------------------------------- |
| Greener | 7 tháng 4, 2022 | Mom + Pop | CD {\displaystyle \cdot } Download |